# Mennonitisches Lexikon
Das Mennonitische Lexikon ist eine mehrbändige Enzyklopädie in deutscher Sprache und bildet die Theologie, Personen und Geschichte der Täuferbewegung und insbesondere der Mennoniten ab. Es ist für die Geschichte der Täufer und Mennoniten in Deutschland auch in Fachkreisen ein wichtiges Nachschlagewerk.

## Editionsgeschichte
Die ersten vier Bände entstanden in der Zeit von 1913 bis 1967 und erschienen in Lieferungen. Band V erschien von 2007 bis 2020 als Revision und Ergänzung in drei Teilen online, 2020 folgte eine Druckausgabe in drei Teilbänden.
Der erste Band ist zwar auf 1913 datiert, jedoch folgten ab diesem Zeitpunkt noch eine Reihe von Lieferungen. Der Artikel Diakonisse ist auf S. 436 auf 1921 datiert. Das Schlusswort zum 1. Band ist von 1924, denn Im Mai 1913 gaben sie (Christian Hege und Christian Neff) als Probelieferung mit möglichst mannigfaltigem Inhalt die erste Lieferung aus. Wie es gelang, trotz ungewöhnlicher Schwierigkeiten, die insbesondere durch den Ersten Weltkrieg und die Inflation verursacht waren, den ersten Band zu Ende zu führen, zeigt das Schlusswort vom 6. September 1924. 
Der zweite Band konnte nach Überwindung neuer Schwierigkeiten im Februar 1937 abgeschlossen werden.
Hege und Neff veröffentlichten von 1938 bis 1942 noch sechs Lieferungen des dritten Bandes, d. h. S. 1–288. Kriegsumstände und Papiernot verhinderten die Fortführung des Werkes; die beiden starben zudem 1943 bzw. 1946. „Seit 1947 haben nun die Unterzeichneten als Nachfolger das Werk fortgesetzt und in weiteren sechs Lieferungen bis zum Ende des Buchstaben R gebracht. So können wir heute den dritten Band abgeschlossen vorlegen.“
Der vierte Band erschien in 14 Lieferungen bis 1967. Der Artikel Verband badisch-württembergisch-bayerischer Mennonitengemeinden ist auf S. 412 auf 1963 datiert.
Im vierten Band findet sich eine Preisliste, hiernach kostete ein Band nach „Fertigstellung des Werkes“ seinerzeit je nach Einbandart 60,00 DM (Ganzleinen) bzw. 68,00 DM (Halbleder); ein Nachdruck von 1986 kostet je Band 58,89 EUR.
Vierzig Jahre später gab der Mennonitische Geschichtsverein einen fünften Band als Revision und Ergänzung in Auftrag.
Von 2007 bis 2020 wurde am Band V des Lexikons gearbeitet. Im Juli 2010 wurde mit Teil 1: Personen, der erste von drei Teilen fertiggestellt. Der zweite Teil enthält historische und theologische Stichwörter, er ist seit Mai 2011 nach und nach online gestellt worden. Der dritte Teil, der sich mit Verbreitungsgebieten und Organisationen des weltweiten Mennonitentums beschäftigt, ist 2013 mit dem Artikel „Berlin“ begonnen und 2020 abgeschlossen worden. Eine Druckausgabe des Bandes V erschien Ende 2020. Die Artikel der Druckausgabe von Band V entsprechen denen der Online-Fassungen, abweichend ist jedoch ihre Anordnung, während die Online-Version nach thematischen Schwerpunkten gegliedert ist, sind die drei Teilbände in Buchform in alphabetischer Reihenfolge erschienen.

## Bibliographische Angaben
- DNB 457571373 – Titelaufnahme der Bände 1–4 bei der Deutschen Nationalbibliothek
- DNB 1219976881 – Titelaufnahme des Bandes 5 (Printausgabe) bei der Deutschen Nationalbibliothek
- Band I: Mennonitisches Lexikon. Erster Band. Hrsg. von Christian Hege, Christian Neff. Selbstverlag der Herausgeber, Frankfurt am Main/Weierhof (Pfalz) 1913–24.[9]
- Band II: Mennonitisches Lexikon. Zweiter Band: Friedrich – Mähren. Hrsg. von Christian Hege, Christian Neff. Selbstverlag der Herausgeber, Frankfurt am Main/Weierhof (Pfalz) 1937.
- Band III: Mennonitisches Lexikon. Begonnen von Christian Hege † und Christian Neff †, fortgeführt von Harold S. Bender und Ernst Crous. Dritter Band: Mainz – Ryke. Druck und Verlag von Heinrich Schneider, Karlsruhe 1958.
- Band IV: Mennonitisches Lexikon. Begonnen von Christian Hege † und Christian Neff †, fortgeführt von Harold S. Bender † und Ernst Crous † und Gerhard Hein. Vierter Band: Saarburg – Zylis. Druck und Verlag von Heinrich Schneider, Karlsruhe 1967 (Nachdruck 1986).
- Als Online-Ausgabe: Band V: Mennonitisches Lexikon (MennLex). Band V: Revision und Ergänzung. Teil 1: Personen. Teil 2: Geschichte, Kultur, Theologie. Teil 3: Verbreitung, Gemeinden, Organisationen. Im Auftrag des Mennonitischen Geschichtsvereins hrsg. von Hans-Jürgen Goertz unter Mitwirkung von Jelle Bosma, Fernando Enns, Josef Enzenberger, Daniel W. Geiser-Oppliger, Mark Jantzen, Diether Götz Lichdi. O. O., 2010–2020 (Im Internet unter www.mennlex.de).
- Als Print-Ausgabe: Band V: Mennonitisches Lexikon. Band V. Revision und Ergänzung. ISBN 9783921881231. 
  - 1. Teilband. A – F, hrsg. im Auftrag des Mennonitischen Geschichtsvereins von Hans-Jürgen Goertz unter Mitwirkung von Jelle Bosma, Fernando Enns, Josef Enzenberger, Helmuth Foth, Daniel W. Geiser-Oppliger, Mark Jantzen, Diether Götz Lichdi, Pieter Post und Christoph Wiebe, Verlag des Mennonitischen Geschichtsvereins e. V., Bolanden-Weierhof 2020.
  - 2. Teilband. G – M, hrsg. im Auftrag dess. v. dems. unter Mitwirkung ders., ebd.
  - 3. Teilband. N – Z, hrsg. im Auftrag dess. v. dems. unter Mitwirkung ders., ebd.